# Бримбэнк-парк
Бримбэнк парк (англ. Brimbank Park) — парк, расположенный в 14 км к северо-востоку от Мельбурна, в районе Кейлор, штата Виктория, в 500 км к юго-западу от столицы Канберры, Австралия. Расположен на высоте 58 м над уровнем моря. Бримбэнк парк был открыт в 1976 году как часть парковой долины реки Марибирнонг.

## Климат
| Климатограмма Бримбэнк парка          | Климатограмма Бримбэнк парка | Климатограмма Бримбэнк парка | Климатограмма Бримбэнк парка | Климатограмма Бримбэнк парка | Климатограмма Бримбэнк парка | Климатограмма Бримбэнк парка | Климатограмма Бримбэнк парка | Климатограмма Бримбэнк парка | Климатограмма Бримбэнк парка | Климатограмма Бримбэнк парка | Климатограмма Бримбэнк парка |
| ------------------------------------- | ---------------------------- | ---------------------------- | ---------------------------- | ---------------------------- | ---------------------------- | ---------------------------- | ---------------------------- | ---------------------------- | ---------------------------- | ---------------------------- | ---------------------------- |
| Я                                     | Ф                            | М                            | А                            | М                            | И                            | И                            | А                            | С                            | О                            | Н                            | Д                            |
| 34 38 14                              | 84 33 14                     | 66 29 12                     | 71 20 9                      | 103 14 7                     | 115 10 4                     | 105 11 5                     | 96 14 7                      | 102 18 6                     | 74 23 8                      | 67 29 10                     | 54 33 13                     |
| Температура в °C • Сумма осадков в мм |                              |                              |                              |                              |                              |                              |                              |                              |                              |                              |                              |